# Hrpelje-Kozina
Hrpelje-Kozina là một khu tự quản của Slovenia. Hrpelje-Kozina có diện tích 192,2 km², dân số là 4038 người (năm 2002).